# Lothar Gassmann

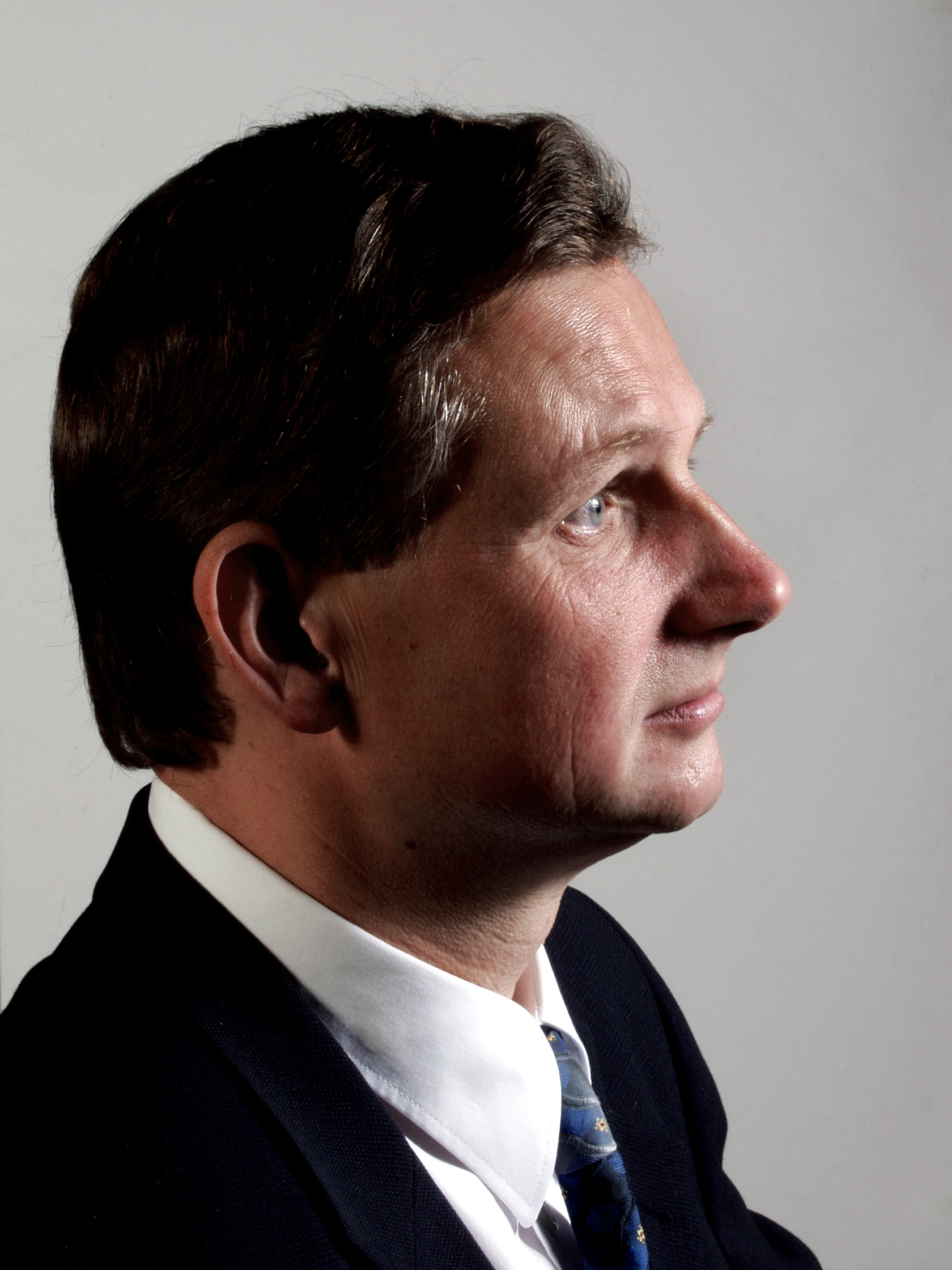
Lothar Gassmann (2005)

Lothar Gassmann (* 19. November 1958 in Pforzheim) ist ein deutscher evangelikaler Publizist und Theologe. Politisch steht er der rechtsextremistischen Partei Alternative für Deutschland nahe und gab zweimal Wahlempfehlungen für sie ab.

## Werdegang
Gassmann wuchs in einem katholischen Elternhaus auf und fand nach eigener Aussage 1976 zum „lebendigen Glauben an Jesus Christus“; in der Folge trat er „zur Evangelischen Kirche in Deutschland (EKD) über“. Von 1977 bis 1984 studierte er evangelische Theologie an der Eberhard Karls Universität Tübingen; dort promovierte er 1992 bei Peter Beyerhaus mit einer Arbeit über Das anthroposophische Bibelverständnis zum Dr. theol. Von 1991 bis 1993 war er Vikar in der badischen Landeskirche, wurde aber nach dem Zweiten Theologischen Examen nicht in den Pfarrdienst übernommen. Von 1993 bis 1997 war er Dozent für christliche Dogmatik und Apologetik an der Freien Theologischen Akademie Gießen und von 1998 bis 2008 Sekten- und Weltanschauungsbeauftragter der Arbeitsgemeinschaft für Religiöse Fragen (ARF, heute AG Welt). Gassmann ist Prediger und Evangelist des 2009 von ihm mitgegründeten Vereins Christlicher Gemeinde-Dienst (CGD). Gassmann war bis 2005 Mitglied der konservativen Evangelischen Notgemeinschaft in Deutschland. 1998 kam es zum Bruch mit der EKD, seitdem ist er freikirchlich, mit christlich-fundamentalistischer Ausrichtung.
Lothar Gassmann ist geschieden und seit April 2001 in zweiter Ehe mit Anna Töws verheiratet. Aus der ersten Ehe gingen drei Kinder hervor; eines davon verstarb im Säuglingsalter. Zwei weitere Kinder entstammen Gassmanns zweiter Ehe.

## Publizistische Tätigkeit
Gassmann war Schriftleiter der Zeitschriften Erneuerung und Abwehr (2003 bis 2005), Zeitjournal (2006 bis 2008) und Der schmale Weg (seit 2009). Gassmann arbeitet als redaktioneller Mitarbeiter der Zeitschrift Aufblick und Ausblick und ist Verfasser von über 200 Büchern und zahlreichen Aufsätzen zu geistlichen, theologischen und zeitkritischen Themen. Er ist Begründer und (Mit-)Herausgeber der Buch- und Lexikonreihen Aufklärung, Kleines Handbuch, Die Aktuelle Reihe, Bibel aktuell, Offenbarung, Unter der Lupe, Zeitströmungen und Bibel aktuell.
Lothar Gassmann publiziert vorwiegend über weltanschauliche Fragen und nimmt dabei eine evangelikal-biblizistische Perspektive ein.

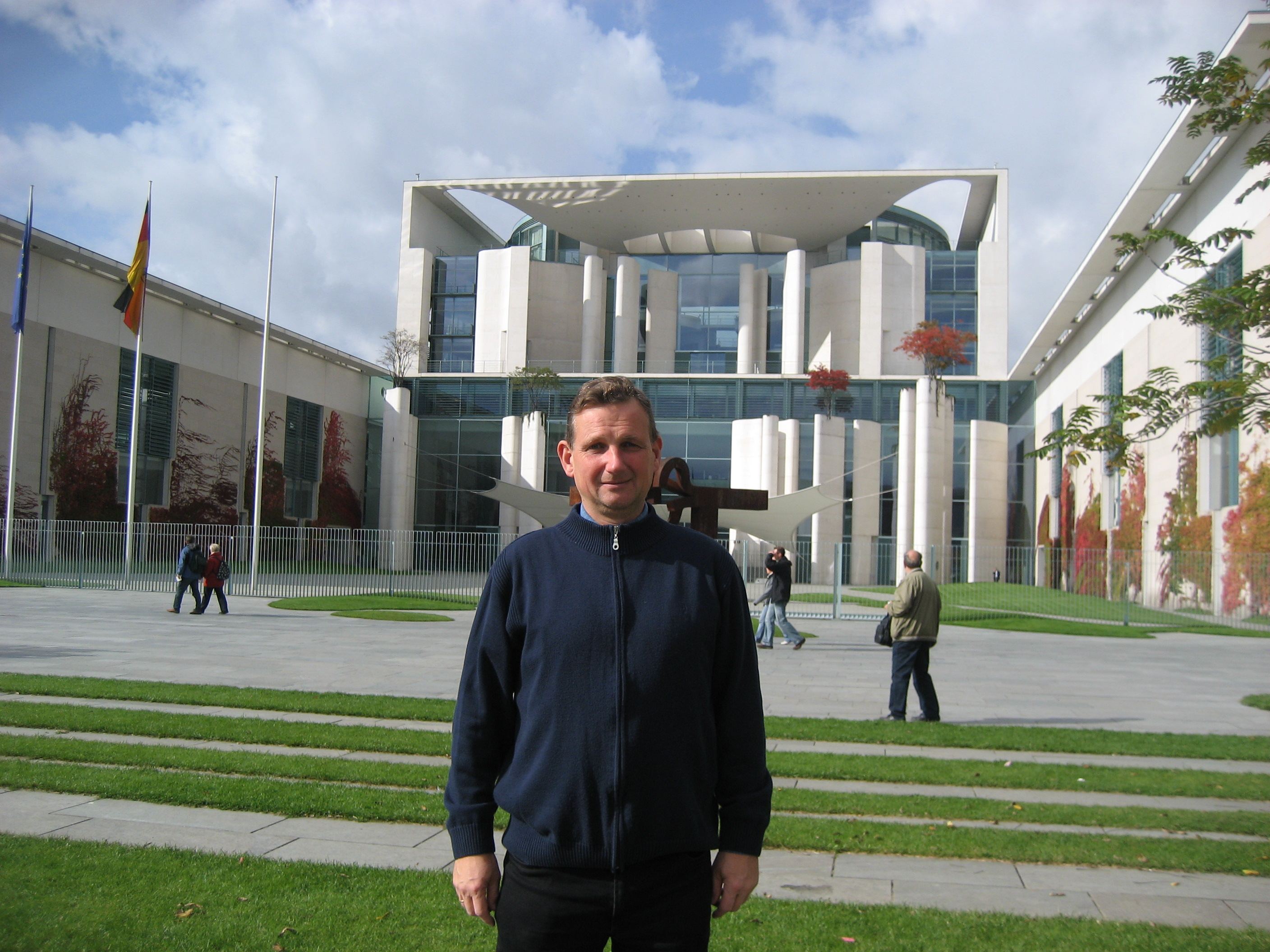
Lothar Gassmann vor dem Bundeskanzleramt in Berlin (2008)

## Theologische Positionen
Lothar Gassmann geht davon aus, dass sich in der Gegenwart vor unseren Augen das erfüllt, „was die Bibel für die Endzeit vorausgesagt hat. Der Mensch der Gesetzlosigkeit, der Antichrist, ist in seinen zahlreichen Vorläufern aktiv.“
Lothar Gassmann erlebt und deutet die Gegenwart als „Tage der dämonischen Mächte“. Gleichzeitig ist „Satan, der Drache, … wütend, weil er weiß, dass er wenig Zeit hat, um am Ende der Weltgeschichte noch viele zu verderben. Er sendet den Antichristen und seinen falschen Propheten auf die Erde, um sein ökumenisches Einheitsreich zu errichten. Doch die Tage der dämonischen Mächte sind gezählt.“

## Ethische Positionen
In Bezug auf die COVID-19-Impfung schrieb Gassmann auf Telegram, man halte es „mit vielen Christen für unethisch, Impfstoffe zu nehmen, bei deren Erforschung, Herstellung oder Testung fetale Zelllinien verwendet wurden, die von Körpern abgetriebener Kinder entnommen wurden“. Viele Christen seien „zudem von der Wirkweise und Sicherheit der Impfstoffe nicht überzeugt und können sich daher nicht guten Gewissens eine Injektion verabreichen lassen, von der sie fürchten, sie könne ihrem gottgegebenen Körper schaden. Da unser Körper Gott gehört und nicht dem Staat, dürfen wir uns in bestimmten Angelegenheiten des Körpers nicht einfach dem Staat unterordnen“.

## Politische Position
Lothar Gassmann ist kein Mitglied einer Partei, hat sich jedoch mehrmals parteipolitisch positioniert.
Im Jahre 1980 hatte er aktiv die Gründung der Partei Die Grünen unterstützt, ohne selbst Mitglied dieser Partei geworden zu sein, distanzierte sich jedoch bereits wenige Jahre später scharf von ihnen. Im Jahre 2009 wurde Gassmann beim Bundesparteitag der Partei Bibeltreuer Christen (PBC) zum Spitzenkandidaten für die Europawahl gewählt.
Im März 2016 veröffentlichte er im Vorfeld der damaligen baden-württembergischen Landtagswahl eine Wahlempfehlung zugunsten der AfD und bezog sich hierbei auf seine inhaltliche Nähe zur AfD-Vereinigung Christen in der AfD. Der vormalige Arbeitskreis Christen in der AfD ging aus dem im Beisein von Lothar Gassmann gegründeten Pforzheimer Kreis hervor.
Im März 2021 gab er abermals eine Wahlempfehlung für die AfD ab: „Zur Zeit gibt es nur eine einzige Partei in Deutschland, die allen diesen Entwicklungen vehement entgegentritt (und in Wirklichkeit deshalb massiv bekämpft und verleumdet wird) und die zugleich eine reelle Chance hat, in die Parlamente zu gelangen: die Alternative für Deutschland (AfD).“
Auf seinem Telegram-Kanal teilt Gassmann gelegentlich Inhalte von Politikern wie Beatrix von Storch, Tino Chrupalla oder Max Otte.

## Liedermacher
Lothar Gassmann schrieb 345 (Stand 2024) Lieder, Kanons und Tischlieder zu biblischen, geistlichen und theologischen Themen. Darüber hinaus gibt er auch Liederbücher heraus. Dazu gehört das im Jahr 2016 herausgebrachte Liederbuch mit dem Titel Mit neuen Liedern durch das Jahr.

## Sonstiges
Im Juli 2023 wurde Lothar Gassmann von einem radikalen Anführer der Pforzheimer Baptistenkirche Zuverlässiges Wort, die mit keiner der deutschen Baptistenunionen in Verbindung steht, sondern zur in Arizona ansässigen Faithful Word Baptist Church gehört, in einer Predigt verbal angegriffen. Dabei betete der Prediger dafür, dass Gott Gassmann töten möge. Wörtlich sagte er: „Lieber Herr, töte ihn bitte. Zerbrich ihm alle Knochen und Zähne einzeln und lösche seinen Namen aus dem Buch des Lebens“. Und dies wegen theologischer Lehrunterschiede (Verhältnis von Glaube und Werke sowie Verlierbarkeit oder Unverlierbarkeit des Heils). Der Bund Evangelisch-Freikirchlicher Gemeinden in Deutschland bezeichnete die Gruppe als Sekte und distanzierte sich ausdrücklich von der Gemeinde und ihrem Prediger. Kriminalpolizei und Staatsanwaltschaft nahmen Ermittlungen auf. Die Gruppierung war in der Vergangenheit immer wieder wegen verbaler Angriffe auf Homosexuelle aufgefallen. Gassmann äußerte sich gegenüber dem Südwestrundfunk besorgt, da die Sekte nicht nur homosexuell empfindende Menschen angreife, sondern auch christliche Gemeinden und Prediger, die eine andere Meinung als sie hätten. Angst habe er aber nicht, denn er wisse sich „in Gottes Händen geborgen“.

## Veröffentlichungen (Auswahl)
als Autor
- Das anthroposophische Bibelverständnis. Eine kritische Untersuchung unter besonderer Berücksichtigung der exegetischen Veröffentlichungen von Rudolf Steiner, Friedrich Rittelmeyer, Emil Bock und Rudolf Frieling. (zugl. Dissertation, Universität Tübingen, 1992) R. Brockhaus, Wuppertal/Zürich 1993, ISBN 3-417-29383-9.
- Gerechtigkeit, Frieden und Bewahrung der Schöpfung. Wohin führt der konziliare Prozeß? Logos, Lage 1999, ISBN 3-933828-41-4.
- Was kommen wird. Eschatologie im 3. Jahrtausend. Verlag für Reformatorische Erneuerung, Wuppertal 2002, ISBN 3-87857-313-8.
- Pietismus – wohin? Neubesinnung in der Krise der Kirche. Verlag für Reformatorische Erneuerung, Wuppertal 2004, ISBN 3-87857-325-1.
- Jesus Christus allein. 366 Andachten. Verlag Mitternachtsruf, Pfäffikon 2004, ISBN 3-85810-285-7.
- Was ist Kirche? Papstkirche, Staatskirche oder Gemeinschaft der Glaubenden? Grundlinien biblischer Ekklesiologie. Verlag für Reformatorische Erneuerung, Wuppertal 2005, ISBN 3-87857-317-0.
- Kleines Ökumene-Handbuch. MABO, Schacht-Audorf 2005, ISBN 3-9810275-2-3.
- Kleines Endzeit-Handbuch. MABO, Schacht-Audorf 2005, ISBN 3-9810275-1-5.
- Kleines Sekten-Handbuch. MABO, Schacht-Audorf 2005, ISBN 3-9810275-0-7.
- Kleines Anthroposophie-Handbuch. MABO, Schacht-Audorf 2006, ISBN 3-9810275-8-2.
- Kleines Zeugen Jehovas-Handbuch. MABO, Schacht-Audorf 2006, ISBN 3-9810275-9-0.
- Kleines Katholizismus-Handbuch. MABO, Schacht-Audorf 2006, ISBN 3-9810275-7-4.
- Kleines Ideologien-Handbuch. MABO, Schacht-Audorf 2007, ISBN 978-3-9811244-0-8.
- Die Bergpredigt Jesu Christi. Wie können wir danach leben? MABO, Schacht-Audorf 2007, ISBN 978-3-9811244-2-2.
- Diktatur Europa? Was darf man in Europa noch sagen? Schacht-Audorf 2008, ISBN 978-3-9811244-3-9.
- Dietrich Bonhoeffer, Karl Barth, Rudolf Bultmann, Paul Tillich. Die einflussreichsten evangelischen Theologen der Neuzeit und ihre Lehren auf dem Prüfstand. Fromm, Saarbrücken 2011, ISBN 978-3-8416-0164-3.
- Anthroposophie und Christentum. Band 1: Biographisches: Leben und Werk von Rudolf Steiner, Friedrich Rittelmeyer, Emil Bock und Rudolf Frieling. Fromm, Saarbrücken 2011, ISBN 978-3-8416-0177-3.
- Anthroposophie und Christentum. Band 2: Die Lehren im Vergleich: Spiritualität, Bibelverständnis, Gottesbild, Christosophie, Erlösung. Fromm, Saarbrücken 2011, ISBN 978-3-8416-0178-0.
- Rudolf Steiner und die Anthroposophie: eine kritische Biographie. Hänssler, Holzgerlingen 2002, ISBN 978-3-7751-3677-8.
- Die Endzeitrede Jesu Christi: Was kommt auf uns zu? Samenkorn, Steinhagen 2013, ISBN 978-3-86203-102-3.

als Herausgeber
- mit Michael Kotsch: Kleines Esoterik-Handbuch. MABO, Schacht-Audorf 2007, ISBN 978-3-9811244-1-5.
- Ehescheidung und Wiederheirat. Eine biblische Fundamentaluntersuchung. Fromm, Saarbrücken 2012, ISBN 978-3-8416-0295-4.